# La Plata
La Plata este un oraș în Argentina. Cunoscut sub numele de orașul diagonalelor.
Este capitala provinciei Buenos Aires.

## Personalități născute aici
- Juan Foyth (n. 1998), fotbalist.